# Амалія Саксен-Веймар-Айзенаська
Амалія Саксен-Веймар-Айзенаська (нім. Amalia von Sachsen-Weimar-Eisenach), повне ім'я Амалія Марія да Глорія Августа Саксен-Веймар-Айзенаська (нім. Amalia Maria da Gloria Augusta von Sachsen-Weimar-Eisenach; 20 березня 1830 — 1 травня 1872) — принцеса Саксен-Веймар-Айзенаська, донька принца Саксен-Веймар-Айзенаського Карла Бернхарда та принцеси Саксен-Мейнінгенської Іди Кароліни, дружина принца Нідерландського Віллема Генріка.

## Біографія
Амалія народилася 20 березня 1830 року у Генті. Вона була восьмою дитиною та четвертою донькою в родині принца Саксен-Веймар-Айзенаського Карла Бернхарда та його дружини Іди Саксен-Майнінгенської. Дівчинка мала старших сестер Луїзу та Анну й братів Вільгельма, Едуарда, Германа та Густава. Ще одна сестра померла немовлям до її народження.
Карл Бернхард в цей час перебував на службі у голландській армії та обіймав посаду військового командувача провінції Східна Фландрія. Мешкало сімейство у Генті.
У 1837 році батько із братом Вільгельмом відбули у мандрівку до Росії. По поверненню у 1839 році Вільгельм помер. До цього часу не стало також сестри Луїзи. Батько після цих подій залишив армію, й уся родина переселилася до Мангайму у Велике герцогство Баденське.
У 1847 році сімейство здійснило подорож до Мадейри. Юна Амалія познайомилася там із принцом Генріком Нідерландським, який доправив на острів свого брата Александра, хворого на сухоти. Їхня зустріч відбулася, коли Амалія із матір'ю зайшли навідати Александра на віллі Кінта.

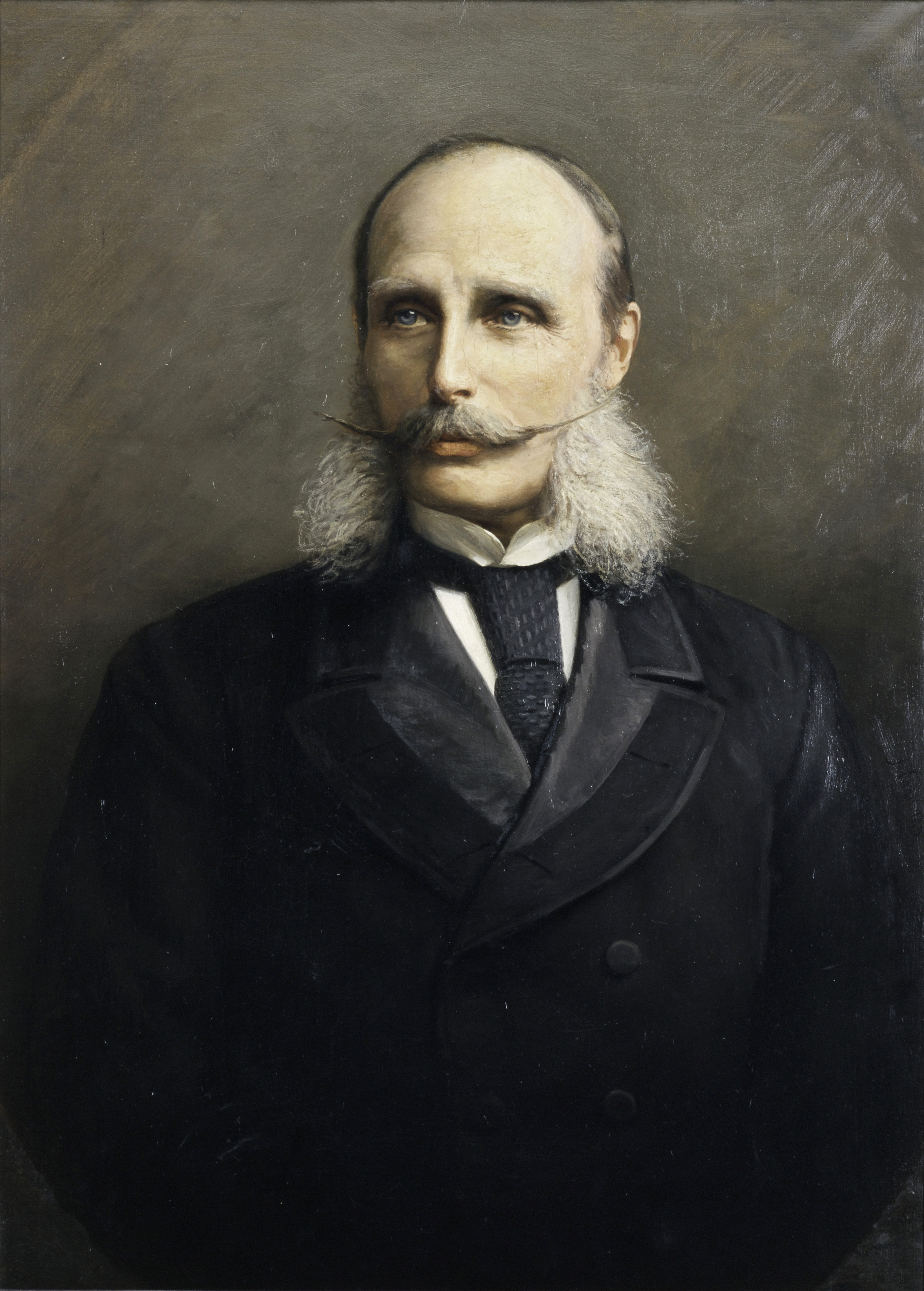
Генрік Нідерландський

У 23 роки Амалія взяла шлюб із 32-річним принцом Генріком. Вінчання пройшло 19 травня 1853 року у Веймарі. Наречений мав чин лейтенанта-адмірала голландського флоту, однак служив губернатором Люксембургу. Резиденцією пари став палац Вальферданж в однойменному містечку у Люксембурзі. Дітей у подружжя не було.
У 1867 році разом із чоловіком Амалія відвідала Санкт-Петербург і мала зустріч із імператором Олександром II. Візит носив дипломатичний характер і був ініційований королем Віллемом III. Метою було отримання підтримки Росії проти Франції під час Люксембурзької кризи.
Принцеса активно займалася благодійністю, була дуже популярною серед народу. Першою почала відкривати у Люксембурзі дитячі садки, слідуючи практиці Фрідриха Фребеля. У палаці Вальферданж кожного Різдва дітям роздавалися подарунки.
Померла Амалія у 42-річному віці у Вальферданжі. Похована у новій крипті Нової церкви в Делфті у Нідерландах.
Кілька років Генрік не одружувався, допоки майбутнє Оранської династії не опинилося під загрозою внаслідок відсутності нащадків у його племінників. У 1878 році він узяв шлюб із юною прусською принцесою Марією та за п'ять місяців помер від кору. Династію вдалося продовжити його небозі Вільгельміні. Нині трон Нідерландів обіймає її правнук Віллем-Олександр.

## Нагороди
- Орден Святої Катерини 1 ступеня (Російська імперія).

## Вшанування пам'яті

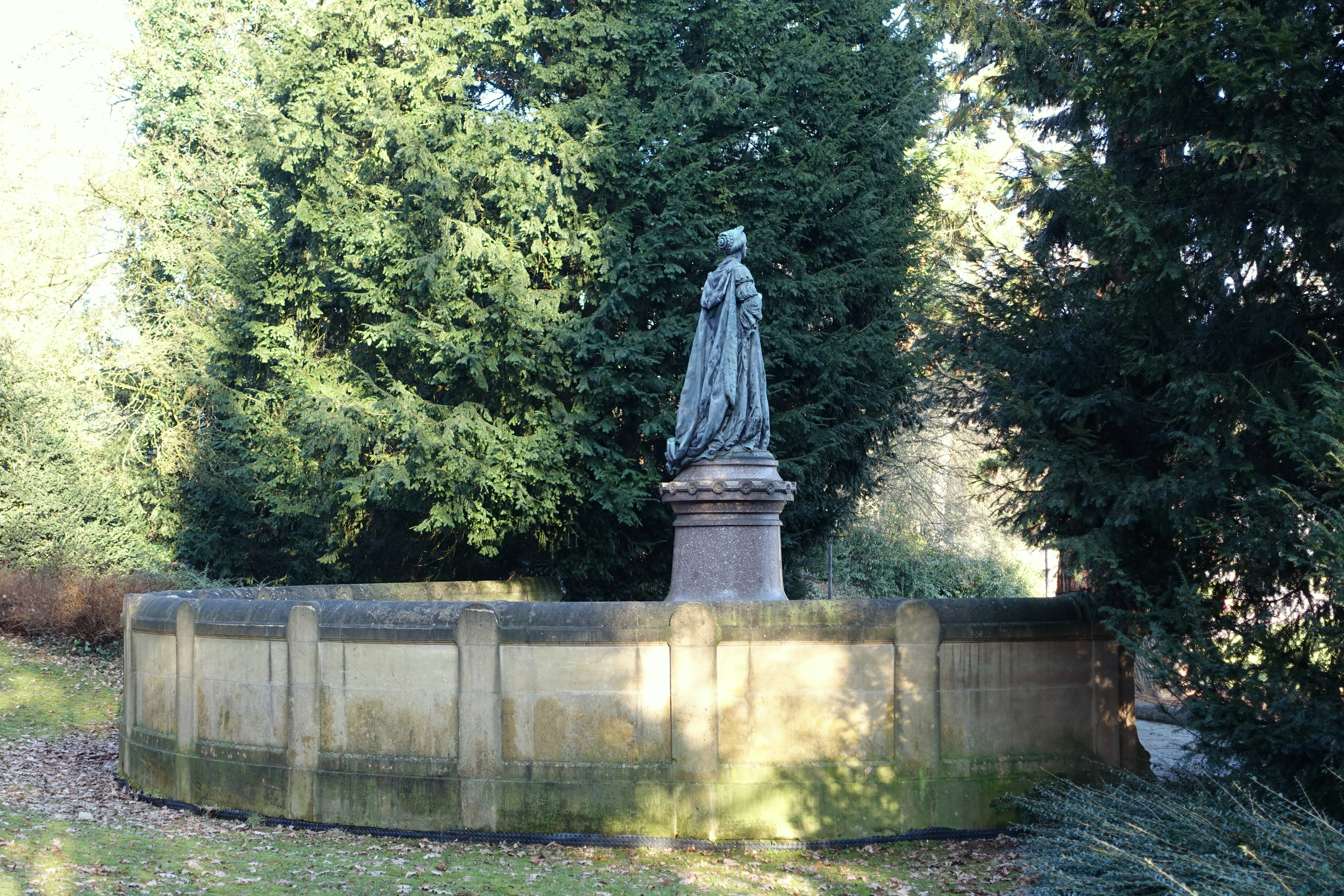
Пам'ятник Амалії у Люксембурзі

- На честь Амалії названо авеню Avenue Amélie та парк Amaliepark у місті Люксембург;
- Ім'я Амалії носить вулиця Amaliastraat у Гаазі;
- У 1876 році у міському парку Люксембурга було відкрито пам'ятник Амалії, який став першим громадським пам'ятником Люксембургу.

## Цікаві факти
- Поруч із пам'ятником Амалії ростуть два найстаріші секвоядендрони Люксембургу, які є найстарішими деревами країни і входять до списку природних пам'яток.